# Direct Download Link
Direct Download Link (DDL, také Direct Download(s)) je anglické označení pro odkaz k přímému stažení souboru ze vzdáleného počítačového systému. Často se používá na warez stránkách, kde jsou udržovány odkazy na díla jako hudba, filmy, software, hry atd. a která jsou chráněna autorským právem (zákonem). V podobných případech použití se jedná o ideální způsob šíření škodlivého softwaru, který může být ke sdílenému obsahu přibalen.

## Princip
Většinou převládají z inzerce financované Sharehostery. To jsou služby hostování souborů, které poskytují bezplatný úložný prostor na svých serverech. Uživatel na nich může ukládat soubory okamžitě, a to i bez nutnosti přihlášení (anglicky login z anglického log in, resp. sign in). Příkladem je bývalý RapidShare, který je nyní (listopad 2021) vypnutý. Soubory jsou na nich zpřístupňovány různými uživateli, a ti jsou většinou anonymní. Někteří poskytovatelé služeb nefinancují provoz z inzerce, ale výhradně z příjmů za tzv. prémiové účty.
DDL stránky získávají obsah díky webmasterům, kteří na ně mohou posílat své DDL odkazy. Změnami odkazů se zajišťuje neustálá aktualizace DDL stránek. Tito webmasteři pak mají na oplátku zajištěn přísun nových uživatelů na svůj web. 
Stahování lze provádět prostřednictvím jednoduchých HTTP (webových) nebo FTP serverů. Sharehostery často nabízí jen omezený komfort stahování, proto se k co největší automatické kontrole stahování používají správci stahování jako je jDownloader nebo CryptLoad.

## DDL v ČR a zahraničí
V současnosti[kdy?] v ČR není spuštěna žádná stránka fungující na tomto principu.[zdroj?] V zahraničí existují desítky DDL stránek různé kvality, které shromažďují odkazy od stovek webmasterů.